# Elezioni parlamentari in Ciad del 2024
Le elezioni parlamentari in Ciad del 2024 si tennero il 29 dicembre il rinnovo dell'Assemblea nazionale, la camera bassa del Parlamento del Ciad.
Originariamente previste per il 2015, le elezioni sono state continuamente posticipate, con legge costituzionale, per un ampio ventaglio di ragioni, dal terrorismo islamista alle difficoltà finanziarie, passando per la Pandemia di COVID-19, le tendenze autoritarie dell’amministrazione ed infine alla crisi istituzionale scaturita dalla morte dello stesso Presidente, Idriss Déby, che ha portato alla costituzione di una giunta militare provvisoria.
Sono state altresì le prime elezioni tenutesi dall’approvazione della nuova Costituzione, il 17 dicembre 2023.
Le elezioni hanno visto la vittoria schiacciante del Movimento Patriottico di Salvezza (MPS) del Presidente in carica Mahamat Déby Itno che, con ben 124 seggi su 188, ha così potuto ottenere un saldo controllo sull’assemblea e sulla futura politica governativa.

## Sistema elettorale
Per le elezioni parlamentari dell’Assemblea nazionale, l’unica delle due camere del Parlamento del Ciad ad essere direttamente eletta dai cittadini, la legge elettorale ciadiana prevede l’applicazione di un sistema maggioritario secco, il quale si esplica tuttavia, con alcuni correttivi, in diversi esiti in base al tipo di circoscrizione elettorale:
- In 83 collegi uninominali, esso risulta semplicemente nella vittoria del candidato che abbia ottenuto il maggior numero di voti (Plurality);
- Nei restanti 45 collegi plurinominali, invece, il sistema vuole che il partito politico che ottenga il maggior numero di voti ottenga parimenti tutti i seggi disponibili (che variano da 2 a 5 seggi), a patto tuttavia che questo riceva almeno il 50% dei voti, poiché qualora ciò non accadesse, viene adottato un correttivo in senso proporzionale puro, con la traduzione delle preferenze in seggi per il tramite del metodo del quoziente e dei più alti resti.[3]

## Risultati
| Movimento Patriottico di Salvezza (MPS)                                    | 1 814 429 | 45,18 | 124 |  |  |  |
| Raggruppamento Nazionale dei Democratici Ciadiani - Il Risveglio (RNDT-LR) | 279 653   | 6,96  | 12  |  |  |  |
| Raggruppamento per la Democrazia ed il Progresso (RDP)                     | 242 821   | 6,05  | 8   |  |  |  |
| Unione Nazionale per la Democrazia ed il Rinnovamento (UNDR)               | 156 758   | 3,90  | 7   |  |  |  |
| Altri (<1,95%)                                                             | 1 522 359 | 37,91 | 37  |  |  |  |
| Totale                                                                     | 4 016 020 | 100   | 188 |  |  |  |
|                                                                            |           |       |     |  |  |  |
| Voti non validi                                                            | 209 294   | 4,95  |     |  |  |  |
| Votanti                                                                    | 4 225 314 | 52,38 |     |  |  |  |
| Elettori                                                                   | 8 066 326 |       |     |  |  |  |